# Vincent Coulibaly
Vincent Coulibaly, né le 16 mars 1953 à Kodiaran en république de Guinée, est un ecclésiastique catholique romain et archevêque de Conakry.

## Biographie

### Études et ordination
Vincent Coulibaly né en 1953 à Kodiaran, de Benoît et d’Elisabeth Doumbouya.
En novembre 1969, il fréquenta le petit séminaire Jean-XXIII de Kindia et en septembre 1974 il rentra au grand séminaire Pierre-Claver de Koumi au Burkina Faso.
Il a reçu le sacrement d'ordination le 9 mai 1981. Dans le diocèse de Kankan, il a d'abord travaillé comme curé jusqu'en 1989, avant de devenir enseignant au collège local pour garçons Jean-XXIII, où il avait lui-même étudié. En 1990, Coulibaly se leva enfin sous la pluie du séminaire Jean-XXIII.
En 1989, il est nommé formateur au séminaire Jean-XXIII de Kindia et l’année suivante, directeur du même séminaire jusqu’en 1993.

### Évêque
Le 17 novembre 1993, il est le premier pasteur de l’église du diocèse de Kankan à être nommé par le pape Jean-Paul II évêque de Kankan. L'archevêque de Conakry, Robert Sarah, lui a fait don le 2 décembre.
Février 1994, il reçoit l'ordination épiscopale ; les co-consécrateurs étaient l'évêque de Nzérékoré, Philippe Kourouma, et l'évêque de Ségou, Mori Julien-Marie Sidibé.
Le 17 novembre 1993, le pape Jean-Paul II le nomme évêque de Kankan. L'archevêque de Conakry, Robert Sarah, lui a fait don de l'ordination épiscopale le 12 février 1994 ; les co-consécrateurs étaient l'évêque de Nzérékoré, Philippe Kourouma, et l'évêque de Ségou, Mori Julien-Marie Sidibé.
Jean-Paul II le nomme archevêque de Conakry le 6 mai 2003.

## Prix et reconnaissance
- 2022 : grand officier de l’ordre national du Kolatier[4].